# すみれの空
『すみれの空』（すみれのそら、英題：Sumire）は、株式会社GameTomoが開発し2021年5月27日に発売したアドベンチャーゲーム。
亡き祖母にもう一度会いたいと願う少女スミレが花の精霊の「お花さん」とともに山村を巡り、幼馴染などとのやり取りの中で不思議な出来事を体験するという、一日の小さな冒険が描かれる。

## システム
スミレは物語内の一日を「とびっきりの一日」にするための複数の目標をノートに書き記すが、これらを達成することが本作の目的となる。ただし、一部を除き必須ではなく、達成するかどうかはプレイヤーの判断に委ねられる。このほか、登場人物たちから依頼を受ける「たのまれごと」の要素もあり、達成すると買い物で使用するコインを入手できる。
登場人物たちとの一部の会話内やスミレが特定の行動をとろうとした際に選択肢が表示されるが、一部の選択肢の選び方によってスミレの善悪が判断され「カルマ」の値が上下する。この値や前述の「とびっきりの一日」と「たのまれごと」の達成具合は、物語の進行やエンディングに影響を与える。カルマの具体的な数値は確認できないが、カルマが低いとお花さんの色が黒ずむほか、森にいる「カルマトカゲ」に話しかけるとおおよその状態を知ることができる。
作品内では様々なミニゲームを行う要素もある。このうちカードゲームに関しては、2021年9月16日配信のアップデートにより、ゲームクリア後にプレイできるモード「ボーのカードゲーム」が追加された。

## 主な登場人物
スミレ
主人公の少女。周りからは「スミ」とも呼ばれる。
両親が不仲で、父が長期の仕事で家を離れてからは落ち込む母の代わりに家事全般を行っている。
毎晩夢に現れる祖母に会いたいと考えていたさなかにお花さんと出会い、祖母がいれば家族が再び一つになるとの思いを胸に「とびっきりの一日」を実現するための小さな旅に出る。
お花さん
スミレの祖母のお気に入りだったふじの木を通じて異世界からやってきた花の姿の精霊。
スミレに「とびっきりの一日」を体験させようとスミレに同行しアドバイスする。人間の世界で生きられるのは一日の日没までで、物語が進行するごとに花弁が抜け落ちていく。
スミレが後述の女子たちからいじめを受けて怒りをあらわにした際には、呼応して邪悪な姿に変貌する。
チエ
スミレをいじめる少女の一人。母親はブティックを営んでいる。
幼少期はスミレの親友だったが、悪友のトモやユーコとつるみ始めてから疎遠になり、スミレの祖母の死後に行われたスミレの誕生日会に行かなかったことで友情の亀裂が決定的になる。
絵を描くのが得意で、ゲームクリア後のカードゲームでチエと対戦する際には、自身の姿を描いた専用のカードを使用する。
トモ
スミレをいじめる少女の一人。
男言葉を用いて話し、スミレのことを「ショボ子」と呼んで馬鹿にする。
ユーコ
スミレをいじめる少女の一人。
いじめの度合いは上記2人ほどではない。髪をとかすのが好きで、これがきっかけでチエと仲良くなった。
ケンジ
スミレが恋心を寄せる少年。誰からも好かれている。
将来チエと結婚すると口にしているが、一方でチエがスミレをいじめていることには気づいていない。有名な野球クラブに入るため近日中に引っ越すことになっている。
ボー
少女たちにいじめられている少年。
スミレとの交流はほとんどない一方でケンジとは仲が良く、ケンジのことを「王」と呼び従者のようにふるまう。
作中のカードゲームはボーが考案したもので、カードのイラストは登場人物などをモチーフにしているが、自身が好意を抱くファミリーレストラン「ジョニーズ」のウェイトレスのイラストは実際の姿よりもセクシーさが誇張されている。

## 開発
GameTomoはこれまで『Cuphead』のローカライズや『Project Nimbus』のプロデュースなどを行ってきたが、本作は初の自社開発ソフトとなる。ディレクターのMichael Elyは、世界や人生が変わりゆく中で時間だけが経過し、できなかったことの後悔に囚われるという、誰しもが感じる想いを描こうと「一日一日を精いっぱい生きる」というテーマを掲げている。
本作のグラフィックは基本的にサイドビューで描かれているが、地面描写は直線的ではなく円形に歪んでおり、舞台となるエリアの右端にあるスミレの自宅から左端の終点へ向けて移動することで物語が進行していくという構成になっている。これは、時計盤の針が時間経過で右回りすることを踏まえ、右から左へ進む描写によりスミレが過去に抗おうとすることとシンクロさせるという意図が込められている。

## 受賞
- DDNet Game of the Year Awards 2021 「Small game of the year - Gold」「Arthouse Game of the Year - Silver」[3][4]